# جانمارکو پیسیونی
جانمارکو پیسیونی (انگلیسی: Gianmarco Piccioni؛ زادهٔ ۱۸ ژوئیهٔ ۱۹۹۱) بازیکن فوتبال اهل ایتالیا است.
از باشگاه‌هایی که در آن بازی کرده‌است می‌توان به باشگاه فوتبال بالزان، باشگاه فوتبال ویرتوس لانچانو، باشگاه فوتبال ویچنزا، و باشگاه فوتبال موستا اشاره کرد.